# Трапан

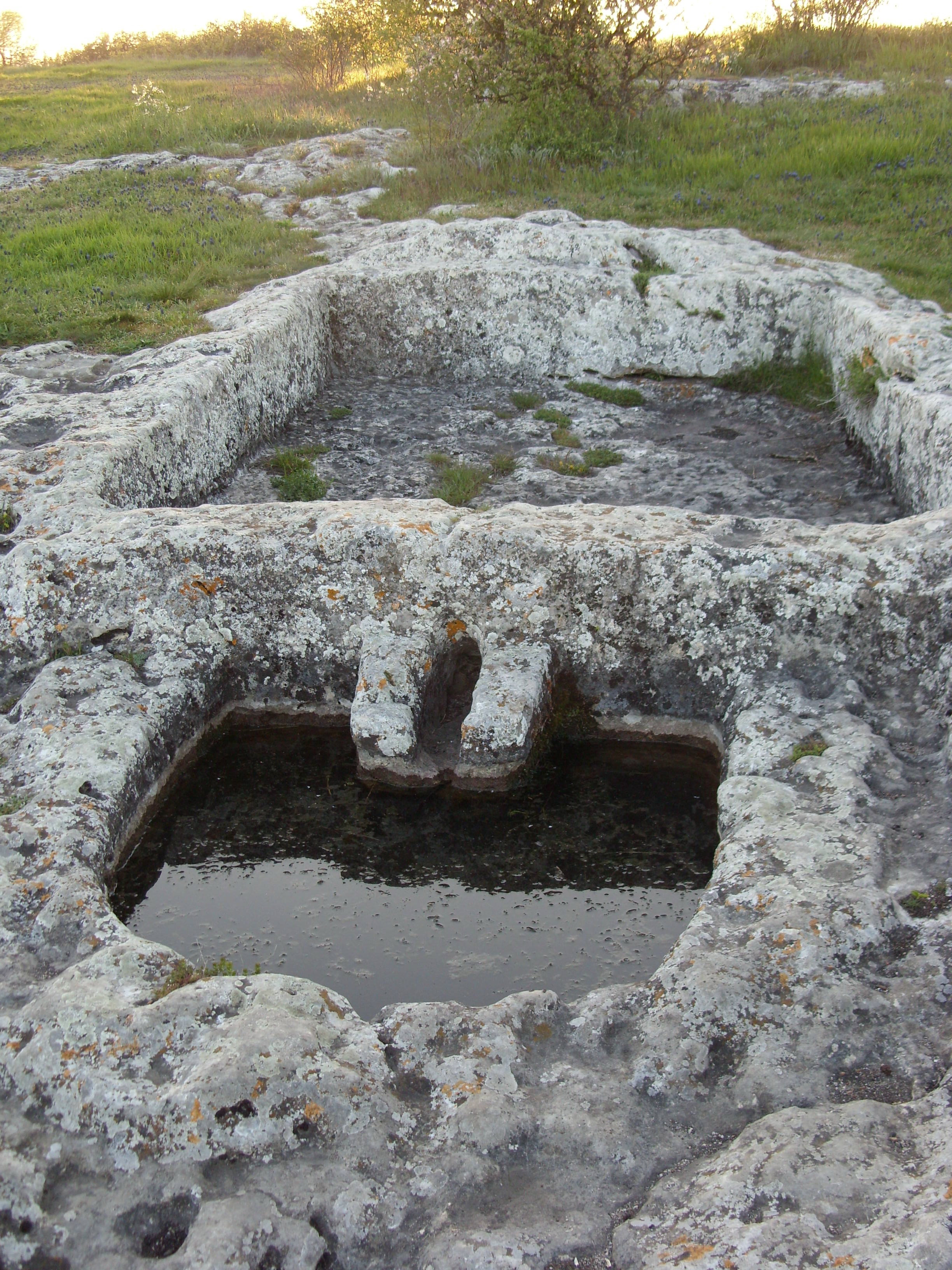
Трапан у старовинному місті Мангуп. Крим.

Трапани — кам'яні посудини для виробництва вина. Широко зустрічаються у виноробних регіонах, наприклад в Криму.